# 4. Mojzesova knjiga
4. Mojzesova knjiga (hebrejsko בַּמִּדְבָּר, latinizirano: Bamidbar, dob. 'v Puščavi'; latinsko Numeri; kratica 4 Mz) je četrta knjiga Stare zaveze. Sestavlja jo 36 poglavij. Ime izhaja iz dveh štetij ljudstva, kateri knjiga opisuje.

## Vsebina
4. Mojzesova knjiga se začne na gori Sinaj, kjer so Izraelci prejeli postavo od Boga. Naloga izvoljenega ljudstva je zavzetje obljubljene dežele. Ljudstvo se prešteje in pripravi za pohod. Ko potujejo, se mnogi pritožujejo nad okoliščinami, zato jih doletevajo različne nadloge. Ko Izraelci pridejo do meja Kánaanske dežele, pošljejo tja 12 oglednikov. Ko se ti vrnejo, poročajo o ljudstvu dežele. Deset izmed njih noče iti v deželo, saj jih je strah tamkajšnjega ljudstva. Bog jih zaradi tega silno kaznuje, saj niso zaupali vanj. Obsodi jih na smrt v puščavi in reče, da bodo šele njihovi potomci vstopili v obljubljeno deželo. Knjiga se konča s to novo generacijo, ki stoji na vzhodni strani reke Jordan ob Jerihi, in je pripravljena, da prečka reko. Tam jim Bog da navodila za razdelitev obljubljene dežele.
V knjigi so zajeti še  drugi zgodovisnki dogodki Izraelcev v puščavi, ter nekaj raznih zapovedi, kot so zakon o ljubosumnosti, nazirska zaubljuba itd.